# Tokugawa Satonari
Tokugawa Satonari (徳川 達成, 3 mai 1899-28 mars 1961) est le 10e chef de la branche Tayasu du clan Tokugawa. Fils de Tokugawa Satotaka, il est diplômé de l'école d'ingénierie de l'université impériale de Tokyo.
Il a le grade de capitaine dans la Marine impériale japonaise avant la Seconde Guerre mondiale et travaille ensuite pour K. Hattori, l'ancêtre de la marque Seiko.

## Source de la traduction
- (en) Cet article est partiellement ou en totalité issu de l’article de Wikipédia en anglais intitulé « Tokugawa Satonari » (voir la liste des auteurs).